# 隋城遗址
隋城遗址，位于山西省吕梁市岚县岚城镇岚城村北1公里，是中华人民共和国山西省文物保护单位之一。
2004年6月10日，授予山西省文物保护单位，是一座古遗址。